# Municipio de Catawba Springs
El municipio de Catawba Springs (en inglés: Catawba Springs Township) es un municipio ubicado en el  condado de Lincoln en el estado estadounidense de Carolina del Norte. En el año 2010 tenía una población de 22.548 habitantes.

## Geografía
El municipio de Catawba Springs se encuentra ubicado en las coordenadas 35°28′42.48″N 81°0′18.28″O / 35.4784667, -81.0050778.